# 7,5 cm FK 38
7,5 cm Feldkanone 38 или 7,5 cm Feldkanone L/34, сокращённо 7,5 cm FK 38 или 7,5 cm FK L/34 (нем. 7,5 см полевое орудие 1938 года) — немецкое полевое 75-мм орудие, использовавшееся в годы Второй мировой войны немецкими войсками (80 экземпляров, сданы в мае 1942 года), а в предвоенные годы и войсками Бразилии (64 экземпляра). Данное орудие является укорочённым экспортная версия орудия 7.5 cm Kanone L/41. 
Использовался задел для орудия 7,5 cm L/34,5  что предлагалось как замена  7,5 cm KwK 37 в танк Pz.Kpfw. IV , при принятии все ранее выпущенные стволы могли быть конвертированы в танковые орудия . От проекта отказалась в пользу 7,5 cm KwK 40 что было мощнее и имело унификацию с Pak 40.

## Описание
У орудия FK 38 ствол был длиннее, чем у орудия FK 18, также оснащался цилиндрическим дульным тормозом с шестью камерами (позднее заменён на тормоз с четырьмя). Ранние версии орудия предполагали использование лафета с деревянными колёсами, но позднее стали применять лафет со стальными колёсами. Механизм перезарядки был полуавтоматическим, что повышало скорострельность орудия.

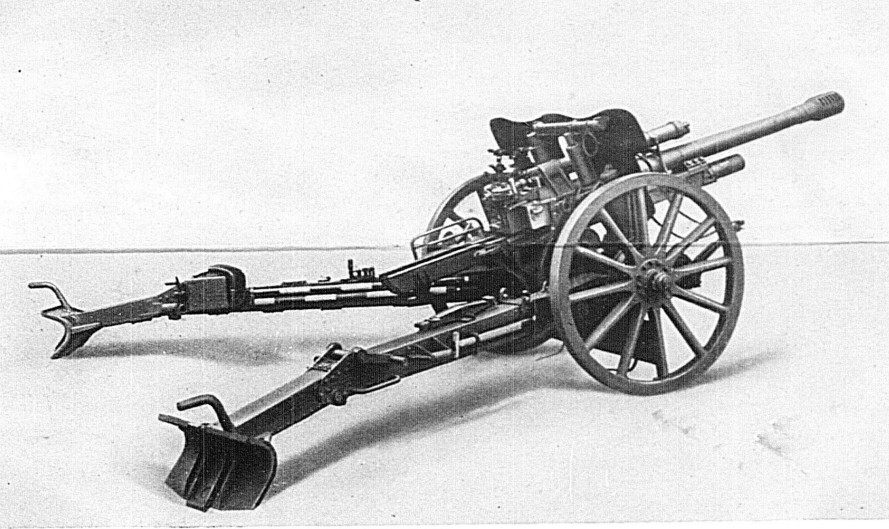
7,5 cm Feldkanone 38
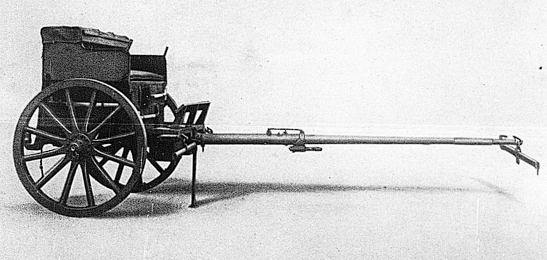
7,5 cm Feldkanone 38
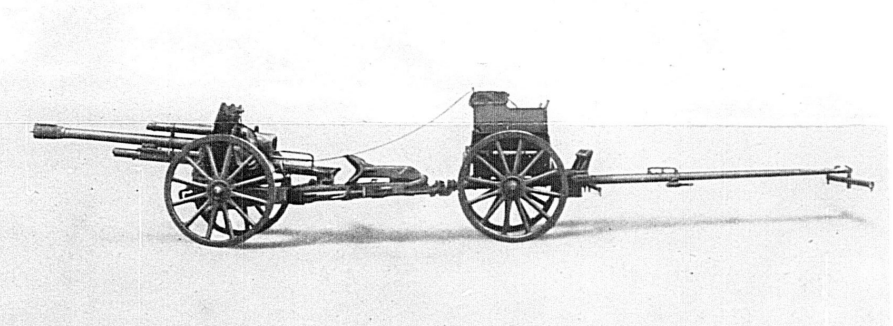
7,5 cm Feldkanone 38